# Militaire begraafplaatsen in Normandië

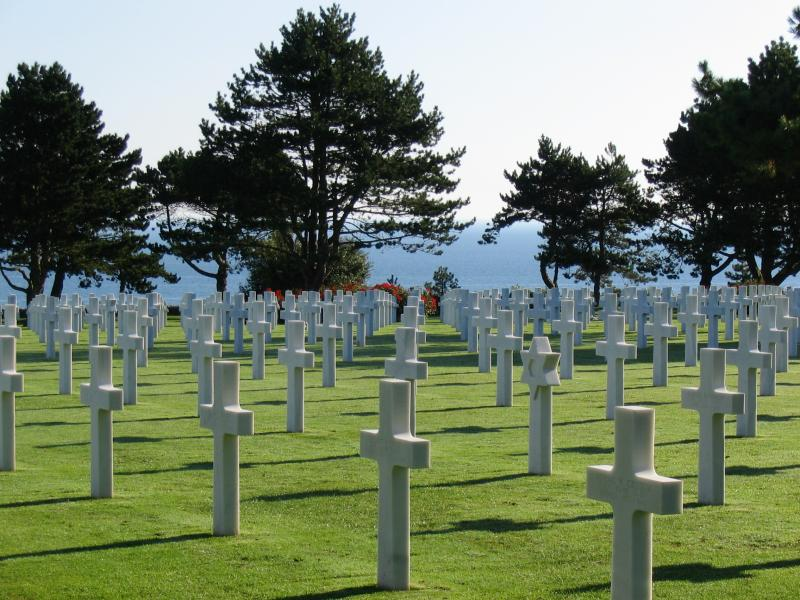
Amerikaanse grafstenen op de begraafplaats in Colleville-sur-Mer.

In Normandië zijn tijdens de Tweede Wereldoorlog veel slachtoffers gevallen. Veel van deze slachtoffers zijn in het gebied waar ze zijn gestorven begraven. In Normandië liggen voornamelijk Amerikaanse, Britse, Duitse, Canadese, Poolse en Franse soldaten begraven.

## Begraafplaatsen naar land van herkomst van de slachtoffers

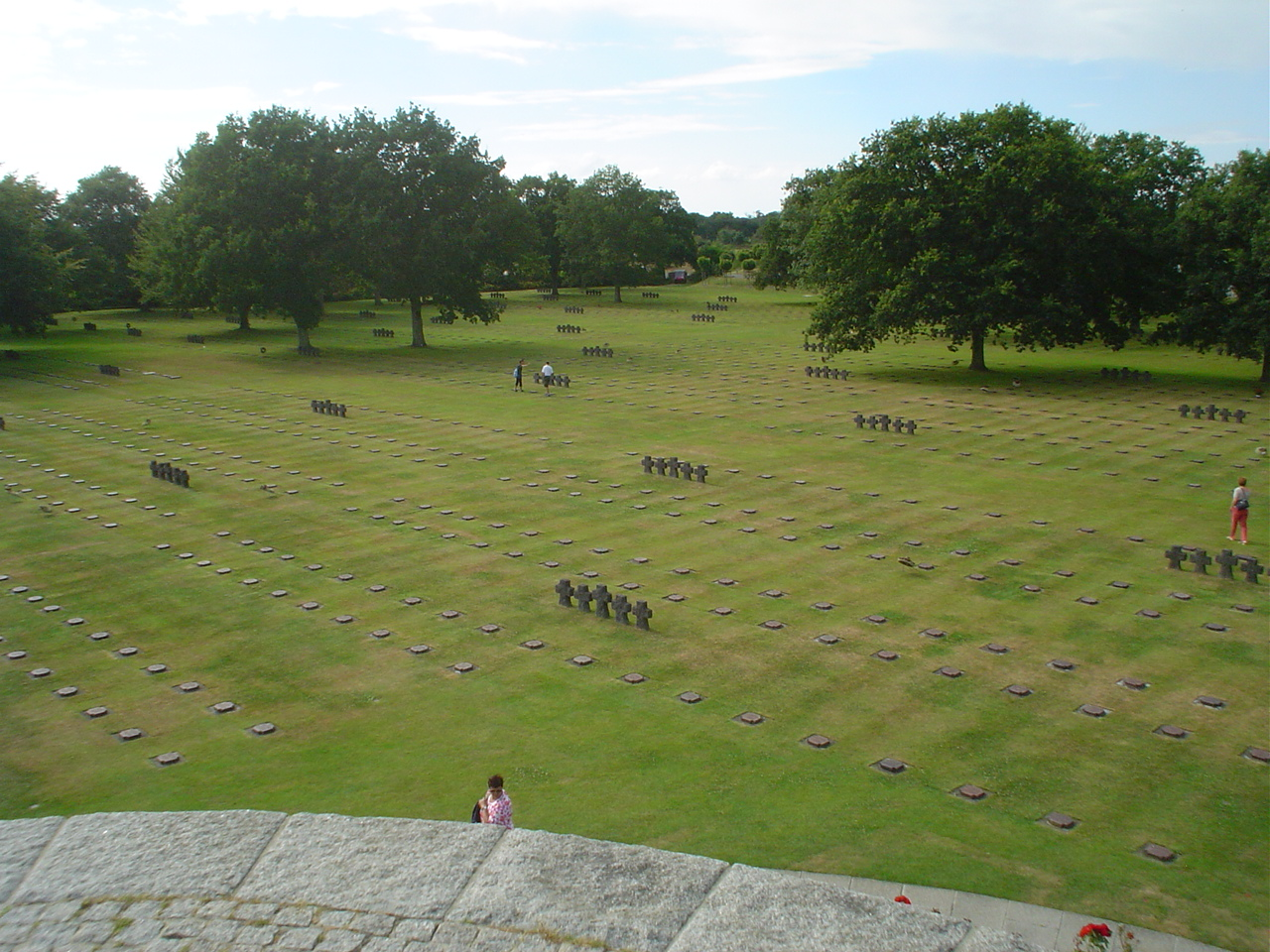
Overzicht van de Duitse begraafplaats in La Cambe.

### Verenigde Staten
Colleville-sur-Mer - 9386 grafstenen (zie Normandy American Cemetery and Memorial, Colleville-sur-Mer)

Saint-James - 4410 grafstenen

### Verenigd Koninkrijk
Banneville-Sannerville - 2175 grafstenen 

Bayeux - 4.868 grafstenen, waarvan 467 Duits en zeven Russisch. (zie Bayeux War Cemetery)

Brouay - 377 grafstenen

Cambes-en-Plaine - 244 grafstenen

Chouain - 46 grafstenen plus 1 Tsjechisch graf.

Douvres-la-Délivrande - 927 grafstenen plus 182 Duitse graven. (zie La Delivrande War Cemetery)

Fontenay-le-Pesnel - 520 grafstenen plus 59 Duitse graven.

Hermanville-sur-Mer - 986 grafstenen

Hottot-les-Bagues - 965 grafstenen plus 132 Duitse graven.

Ranville - 2.151 grafstenen plus 323 Duitse graven en 1 Belgisch graf

Ryes-Bazenville - 630 grafstenen plus 325 Duitse graven.

Saint-Manvieu-Norrey - 2186 grafstenen plus 555 Duitse graven.

Secqueville-en-Bessin - 117 grafstenen plus 18 Duitse graven.

Saint-Charles-de-Percy - 792 grafstenen

Saint-Désir-Lisieux - 469 grafstenen

Tilly-sur-Seulles - 1224 grafstenen plus 32 Duitse graven

Tourgéville/Calvados - x grafstenen plus 33 Duitse graven
.

### Duitsland
La Cambe - 21.160 grafstenen (zie Duitse militaire begraafplaats in La Cambe)

Champigny/Sainte-André - 19.809 grafstenen (zie Duitse militaire begraafplaats Champigny-Saint-André)

Huisnes-sur-Mer, Mont d'Huisnes - 11.956 grafstenen

Marigny-La Chapelle-en-Juger - 11.169 grafstenen

Orglandes - 10.152 grafstenen

Saint-Désir-Lisieux - 3735 grafstenen

### Canada
Bény-sur-Mer-Reviers - 2043 grafstenen

Cintheaux - 2958 grafstenen

### Polen
Grainville-Langannerie - 650 grafstenen (zie Poolse militaire begraafplaats in Grainville-Langannerie)

### Frankrijk
Radon - 18 grafstenen